# تل لیلان
تل لیلان (به عربی: تل لیلان) یک محوطه باستانی، تل و روستا در سوریه است که در امپراتوری آشور واقع شده‌است.

## محدوده جغرافیایی
این سایت در نزدیکی برخی دیگر از شهرهای پر رونق آن زمان واقع شده‌است. تل حموکار در حدود ۵۰ کیلومتری جنوب شرقی است. تل براک در فاصله ۵۰ کیلومتری جنوب غربی و همچنین در حوضه رودخانه خابور قرار دارد. تل موزان (اورکش) در حدود ۵۰ کیلومتری غرب است.
لیلان، براک و اورکش به ویژه در دوره اکدی برجسته بودند.

## تاریخ
این شهر در حدود ۵۰۰۰ سال قبل از میلاد به عنوان یک دهکده کوچک کشاورزی آغاز شد و به یک شهر بزرگ تبدیل شد. ۲۶۰۰ سال قبل از میلاد، سیصد سال قبل از امپراتوری اکدی. یک لایه ۳ فوت رسوب در تل لیلان حاوی هیچ مدرکی از سکونت انسان، سرنخی دربارهٔ علت نابودی شهر امپراتوری اکدی ارائه نداده‌است. تجزیه و تحلیل نشان داد که حدود ۲۲۰۰ سال قبل از میلاد، سه قرن خشکسالی به اندازه کافی شدید بود که می‌تواند بر کشاورزی و آبادانی تأثیر بگذارد.

### شوبات_انلیل
فتح این منطقه توسط شمشی-ادد یکم (۱۸۱۳–۱۷۸۱ پیش از میلاد) بر آشور، محل متروکه تل لیلان را احیا کرد. شمشی-ادد پتانسیل زیادی را در تولیدات غنی کشاورزی این منطقه دید و آن را به پایتخت امپراتوری خود تبدیل کرد. وی نام آن را از Shehna به شوبات-انلیل (Shubat-Enlil)، به معنی «محل اقامت خدا انلیل» در زبان اکدی تغییر داد. در این شهر یک کاخ سلطنتی و یک آکروپلیس معبد ساخته شد که یک خیابان آسفالته مستقیم از دروازه شهر به آن منتهی می‌شد. همچنین یک منطقه مسکونی برنامه‌ریزی شده وجود داشت و کل شهر توسط یک دیوار محصور شده بود. اندازه شهر در حدود ۹۰ هکتار بود. شوبات-انلیل ممکن است در اوج خود ۲۰ هزار نفر جمعیت داشته باشد. پس از مرگ شمشی-ادد، این شهر پایتخت آپوم شد و رونق گرفت تا اینکه پادشاه سامسو-ایلونا شاه بابل آن را در ۱۷۲۶ پیش از میلاد اخراج کرد تا تلاش کند نفوذ ناکام بابل را حفظ کند. بابلی‌ها توسط پادشاه آشور آداسی از آشور بیرون رانده شدند، اما شوبات-انلیل هرگز اشغال نشد و پایتخت آشور به پایتخت سنتی خود در شهر آشور منتقل شد.